# Локерман, Александр Самойлович
Александр Самойлович Локерман (1881, Азов — 3 ноября 1937) — революционер, лидер профсоюзного движения, член РСДРП с 1898 года, делегат 2-го съезда партии РСДРП в 1903 г.
В гражданскую войну участвует в руководстве Донским Комитетом РСДРП.
В декабре 1923 отправлен в Вятку, где до июня 1926 находился в заключении.
Погиб в 1937 году в трудовом лагере в результате репрессий. По одним данным 3 ноября, а по другим 1 ноября 1937 года.